# Аморфна структура
Аморфна структура е термин от физиката, химията и кристалографията с която се обозначава липсата на строга подредба на атомите или молекулите (т.нар. далечен порядък), каквато има в кристалите. Такива твърди тела се наричат аморфни или некристални.
Някои от видовете аморфни тела са геловете, тънките слоеве, стъклото и смолите. Полимерите също често са аморфни. Аморфните вещества имат вътрешна структура, изградена от взаимосвързани структурни елементи. Дали едно вещества е течно или твърдо зависи най-вече от свързаността между елементарните му градивни елементи. Така, твърдите тела се характеризират с високо ниво на свързаност, докато градивните елементи при течностите имат ниска свързаност.
Аморфното състояние на много вещества се получава при много бързото им втвърдяване от течно състояние или при кондензацията на пари, които са били охладени много под температурата на втечняване на повърхността. Електрическите и механичните свойства на аморфните вещества често са по-близко до тези на монокристалите, отколкото до тези на поликристалите. Това се дължи на отсъствието на резки граници и зони с голяма концентрация на примеси, често с твърде различен химичен състав, каквито има в междукристалните граници.